# Le Mas-d'Artige
Le Mas-d'Artige este o comună în departamentul Creuse din centrul Franței. În 2009 avea o populație de 100 de locuitori.

## Evoluția populației
| An        | 1975 | 1982 | 1990 | 1999 | 2006 | 2009 |
| --------- | ---- | ---- | ---- | ---- | ---- | ---- |
| Populație | 110  | 92   | 84   | 110  | 104  | 100  |